# Cabezamesada (kommunhuvudort)
Cabezamesada är en kommunhuvudort i Spanien.   Den ligger i provinsen Toledo och regionen Kastilien-La Mancha, i den centrala delen av landet, 80 km sydost om huvudstaden Madrid. Cabezamesada ligger 735 meter över havet och antalet invånare är 500.
Terrängen runt Cabezamesada är platt. Runt Cabezamesada är det ganska glesbefolkat, med 22 invånare per kvadratkilometer. Närmaste större samhälle är Corral de Almaguer, 8,2 km sydväst om Cabezamesada. Trakten runt Cabezamesada består till största delen av jordbruksmark.